# دارگچیت
دارگچیت (به ترکی استانبولی: Dargeçit) (به کردی: Kerboran)  شهری است در کشور ترکیه که در استان ماردین واقع شده‌است. جمعیت این شهر بر اساس سرشماری سال ۲۰۰۸ میلادی ۱۵٬۶۶۶ نفر و بر اساس برآوردهای سال ۲۰۰۹ میلادی ۱۷٬۲۱۴ نفر می‌باشد.